# Canihuel
Canihuel (en bretó Kanuhel) és un municipi francès, situat a la regió de Bretanya, al departament de Costes del Nord. L'any 1999 tenia 409 habitants. És conegut pel seu fest-noz.

## Demografia
| 1962                                       | 1968 | 1975 | 1982 | 1990 | 1999 |
| ------------------------------------------ | ---- | ---- | ---- | ---- | ---- |
| 535                                        | 653  | 558  | 459  | 422  | 409  |
| Des de 1962: població sense dobles comptes |      |      |      |      |      |

## Administració
| Període   | Identitat       | Partit        |
| --------- | --------------- | ------------- |
| 1995-2008 | Édouard Melin   | Divers gauche |
| 2008-     | Franck Le Meaux |               |